# شهرستان سجویک (کلرادو)
شهرستان سجویک، کلرادو (به انگلیسی: Sedgwick County, Colorado) یک سکونتگاه مسکونی در ایالات متحده آمریکا است که در کلرادو واقع شده‌است.

## خصوصیات
شهرستان سجویک ۱٬۴۲۱٫۹۱ کیلومترمربع مساحت دارد.